# Zeche Eleonore (Dortmund)
Die Zeche Eleonore ist ein ehemaliges Steinkohlebergwerk in Dortmund. Das Bergwerk befand sich im heutigen Stadtteil Schüren nördlich der Emscher am Südhang des Dortmunder Rücken. Die Zeche war auch unter den Namen Zeche Eleonora, Zeche Eleonora und Zeche Eleonore II bekannt.

## Bergwerksgeschichte
Am 18. September des Jahres 1772 wurde eine erneute Mutung der ins Bergfreie gefallenen Zeche Bunte Kuh eingelegt. Der Betrieb der Zeche ist ab 1784 belegt. Im Jahr 1789 wurde das Grubenfeld vermessen. Am 30. September des Jahres 1794 wurde ein Längenfeld verliehen. Im Jahr 1796 trieb das Bergwerk einen Stollen von der Emscher in Richtung Osten vor. Das Stollenmundloch befand sich östlich der Emscher in der Nähe der Kohlensiepenstraße im Bereich des Hoeschgeländes. Im September 1799 wurde die Zeche stillgelegt und zwischen 1799 und 1831 wurde die Zeche nicht genutzt. Im Juli des Jahres 1831 wurde der Betrieb wiederaufgenommen und der Stollen und der Schacht wieder aufgewältigt. Im Jahr 1833 wurde zunächst Abbau betrieben, am 17. Mai desselben Jahres wurde das Geviertfeld Eleonora II verliehen. 
Im Jahr 1835 wurde am Lichtloch 3 und am Schacht Heinrich Abbau betrieben. Im Jahr 1837 ging man trotz des kleinen Grubenfeldes zum Tiefbau über. Es wurde westlich der Meinbergstraße und der Röhrenstraße damit begonnen, einen Kunstschacht abzuteufen. Im Jahr 1838 setzte man eine Dampfmaschine zur Wasserhaltung ein. Im selben Jahr wurde der Kunstschacht bis zum Muldetiefsten geteuft und 10 Lachter unterhalb der Stollensohle die erste Tiefbausohle angesetzt. Im Jahr 1840 waren der Kunstschacht und Schacht Heinrich in Betrieb. Im Jahr 1842 verfügte das Bergwerk nur noch über begrenzte Kohlenvorräte. In den Jahren 1845 und 1847 war der Kunstschacht in Betrieb. Ende September des Jahres 1849 wurde die Zeche Eleonore erneut stillgelegt. Am 17. Mai des Jahres 1853 wurde das Geviertfeld Eleonora II erneut verliehen. Im Jahr 1891 wurde das Geviertfeld Eleonora II durch die Zeche Freie Vogel & Unverhofft erworben.

### Förderung und Belegschaft
Die ersten Förderzahlen stammen aus dem Jahr 1836, es wurden 7336⅞ preußische Tonnen Steinkohle abgebaut. Im Jahr 1840 stieg die Förderung an auf 33.276¾ preußische Tonnen Steinkohle. Im Jahr 1842 erneuter Förderanstieg auf 13.569 Tonnen Steinkohle. Die letzten bekannten Förderzahlen des Bergwerks stammen aus dem Jahr 1846, im ersten Halbjahr wurden 6087 Tonnen Steinkohle gefördert.